# عشق اول
عشق اول دومین آلبوم یروما پیانیست کره جنوبی است.

## فهرست آهنگ‌ها
| شماره | نام                                | مدت   |
| ----- | ---------------------------------- | ----- |
| ۱     | من                                 | ۴:۱۱  |
| ۲     | شاید                               | ۴:۰۰  |
| ۳     | عشق من                             | ۴:۰۶  |
| ۴     | جریان رودخانه در تو                | ۳:۰۱۰ |
| ۵     | عبور                               | ۴:۳۷  |
| ۶     | این روز تو است                     | ۳:۴۱  |
| ۷     | هنگامی که عشق می‌افتد               | ۳:۱۸  |
| ۸     | چپ قلبم                            | ۳:۱۲  |
| ۹     | زمان را فراموش...                  | ۴:۵۸  |
| ۱۰    | در راه                             | ۴:۳۹  |
| ۱۱    | تا تو را پیدا کنم                  | ۳:۴۴  |
| ۱۲    | اگر می‌توانستم تو را دوباره ببینم   | ۳:۲۵  |
| ۱۳    | رؤیای کم رؤیای من است              | ۲:۱۲  |
| ۱۴    | من...                              | ۴:۱۵  |
| ۱۵    | خداحافظی                           | ۲:۲۹  |
| ۱۶    | بوسه باران (نسخه استرینگ)          | ۴:۲۶  |
| ۱۷    | زمانی که عشق می‌افتد (نسخه استرینگ) | ۳:۴۹  |
| ۱۸    | من...(نسخه استرینگ)                | ۴:۱۵  |